# Dừa

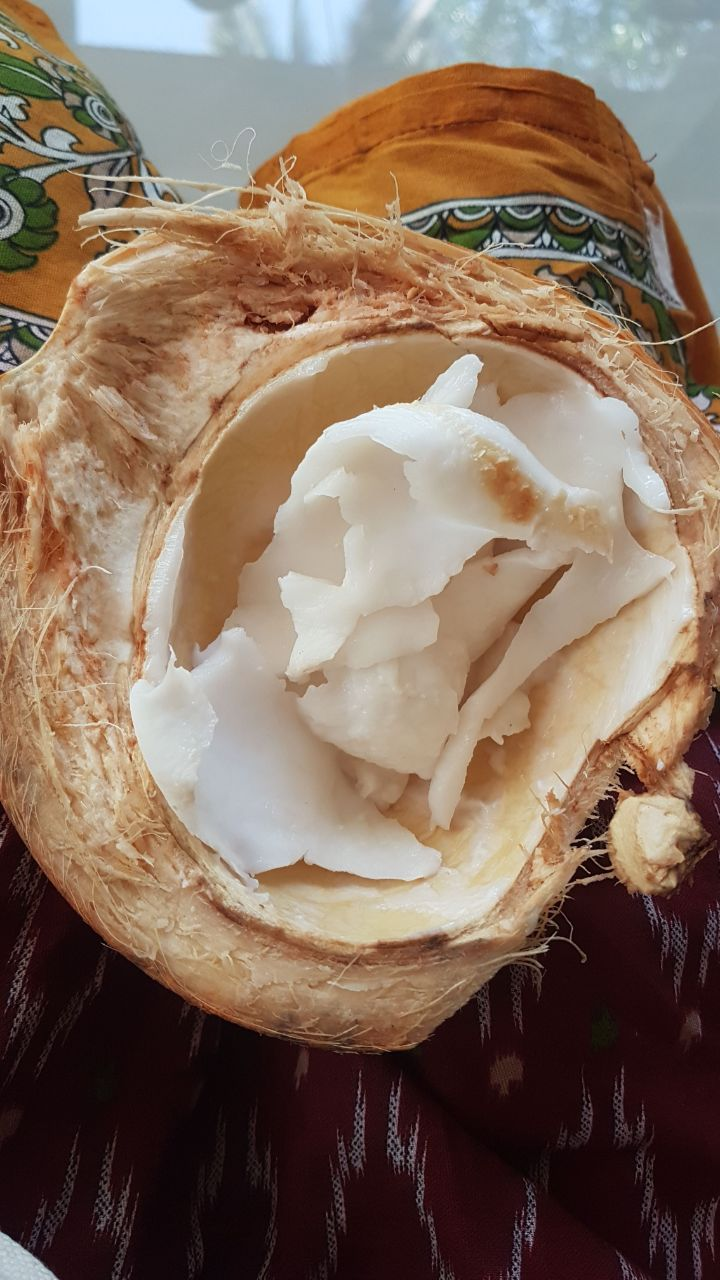
Bên trong một trái dừa

Dừa (Cocos nucifera) là một loài thực vật thân gỗ, thành viên thuộc họ Cau (Arecaceae) và là loài duy nhất còn sống thuộc chi Cocos. Dừa có mặt khắp nơi tại các vùng nhiệt đới ven biển và là một biểu tượng văn hóa nhiệt đới. Dừa cung cấp thực phẩm, nhiên liệu, mỹ phẩm, thuốc dân gian và vật liệu xây dựng, cùng nhiều công dụng khác. Phần thịt bên trong của quả dừa chín, cũng như nước cốt dừa được vắt ra từ đây, là một phần quen thuộc trong khẩu phần của người dân sống tại vùng nhiệt đới và cận nhiệt đới. Quả dừa khác biệt với các loại trái cây khác do phần nội nhũ chứa một lượng lớn chất lỏng trong suốt, được gọi là nước dừa. Dừa chín được dùng làm thức ăn, hoặc chế biến lấy dầu dừa và nước cốt dừa từ thịt quả, than củi từ vỏ gáo cứng và xơ dừa từ vỏ xơ. Thịt quả dừa sấy được gọi là cùi dừa khô, dầu và nước cốt được vắt ra từ đây thường dùng trong nấu ăn - chiên nói riêng - cũng như trong xà phòng và mỹ phẩm. Nhựa dừa ngọt có thể làm thức uống hoặc lên men thành rượu dừa, giấm dừa. Vỏ gáo cứng, trấu xơ và lá dài có thể dùng làm nguyên liệu để chế tạo nhiều loại sản phẩm trang trí nội thất.
Dừa có ý nghĩa văn hóa và tôn giáo trong một vài xã hội nhất định, đặc biệt là trong văn hóa Nam Đảo phía tây Thái Bình Dương. Nơi đây, dừa xuất hiện trong thần thoại, bài hát và truyền thống truyền miệng. Chúng cũng có tầm quan trọng về mặt nghi lễ trong tôn giáo vật linh thời tiền thuộc địa. Cây cũng có ý nghĩa tôn giáo trong văn hóa Nam Á, xuất hiện trong nghi lễ của người Hindu. Dừa còn là cơ sở của lễ cưới và nghi lễ thờ cúng trong Ấn Độ giáo. Chúng cũng đóng vai trò trung tâm trong đạo Dừa của Việt Nam. Tập tính rụng trái chín của chúng đã dẫn đến mối bận tâm về cái chết do dừa rụng.
Dừa được người Nam Đảo thuần hóa đầu tiên ở Đông Nam Á hải đảo và lan truyền vào thời đồ đá mới thông qua các cuộc di cư trên biển đến tận phía đông như quần đảo Thái Bình Dương, vươn xa đến phía tây như Madagascar và Comoros. Chúng đóng vai trò quan trọng trong các chuyến đi biển dài ngày của người Nam Đảo nhờ cung cấp nguồn thức ăn và nước mang theo, cũng như cung cấp vật liệu xây dựng thuyền mái chèo của người Nam Đảo. Dừa sau đó cũng được lan truyền theo từng thời kỳ lịch sử dọc theo bờ biển Ấn Độ Dương và Đại Tây Dương bởi các thủy thủ Nam Á, Ả Rập và Châu Âu. Quần thể dừa ngày nay vẫn có thể được chia thành hai dựa theo quá trình du nhập riêng biệt này - tương ứng là dừa Thái Bình Dương và dừa Ấn Độ-Đại Tây Dương. Dừa chỉ được người châu Âu du nhập vào châu Mỹ vào thời thuộc địa trong các cuộc trao đổi Colombia, nhưng có bằng chứng về khả năng dừa Thái Bình Dương của người Nam Đảo có thể được du nhập trong thời tiền Colombia đến Panama. Nguồn gốc tiến hóa của dừa đang gây tranh cãi, với các giả thuyết cho rằng chúng có thể đã tiến hóa ở châu Á, Nam Mỹ hoặc trên các đảo Thái Bình Dương. Cây phát triển cao 30 m (100 ft) và có thể cho ra 75 quả mỗi năm, mặc dù ít hơn 30 quả là điển hình. Cây không chịu được thời tiết lạnh và ưa thích lượng mưa dồi dào, cũng như đầy đủ ánh sáng mặt trời. Nhiều loài côn trùng gây hại và bệnh tật ảnh hưởng đến các loài và gây phiền toái cho sản xuất thương mại. Khoảng 75% nguồn cung dừa trên thế giới được sản xuất tại Indonesia, Philippines và Ấn Độ .

### Nguồn gốc

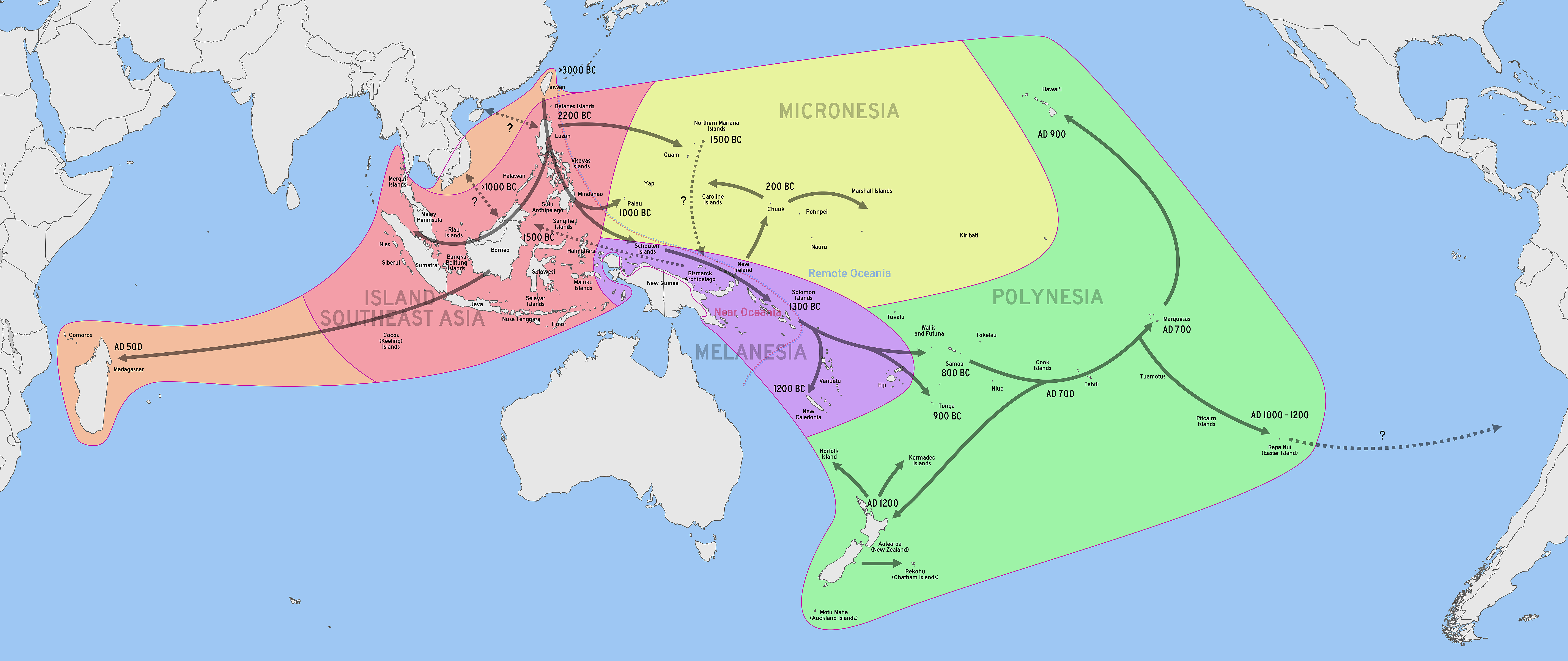
Sự phân tán theo niên đại của người Nam Đảo trên Thái Bình Dương

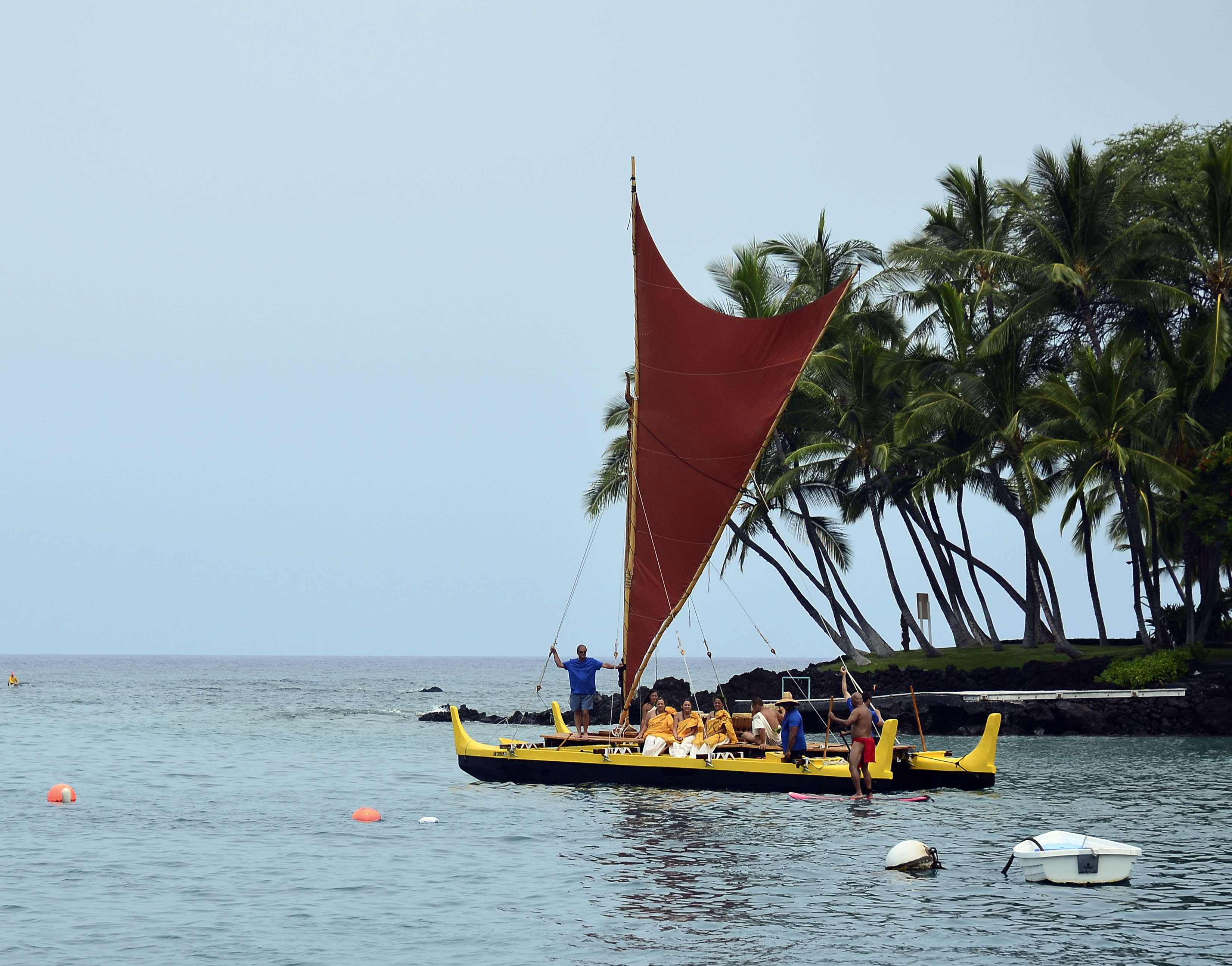
Một chiếc wa'a kaulua (xuồng hai thân) tại Hawai'i. Catamaran là một trong những phát minh công nghệ ban đầu của người Nam Đảo cho phép họ định cư trên các đảo ở Ấn Độ Dương - Thái Bình Dương và du nhập dừa cũng như các loại cây khác dọc theo các tuyến đường di cư của họ.

### Lịch sử tiến hóa

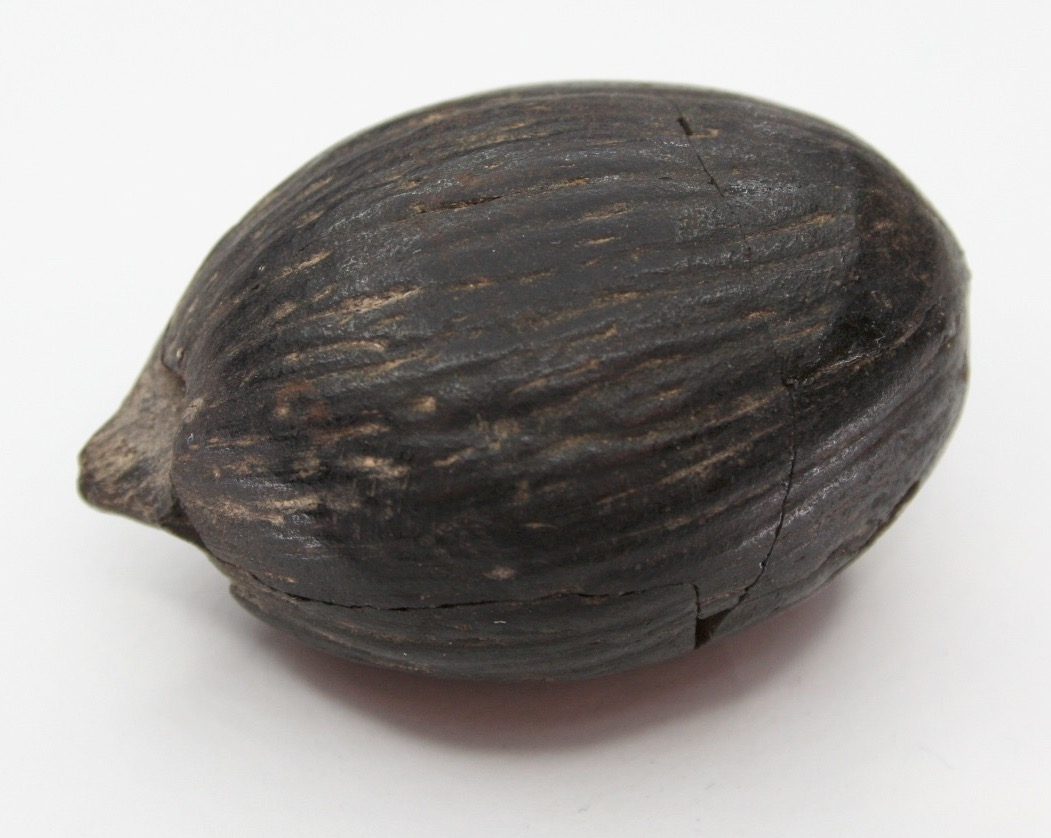
Hóa thạch "Cocos" zeylanica tại Miocen ở New Zealand, có kích thước xấp xỉ một quả dâu tây dài 3,5 cm

### Ghi chép lịch sử

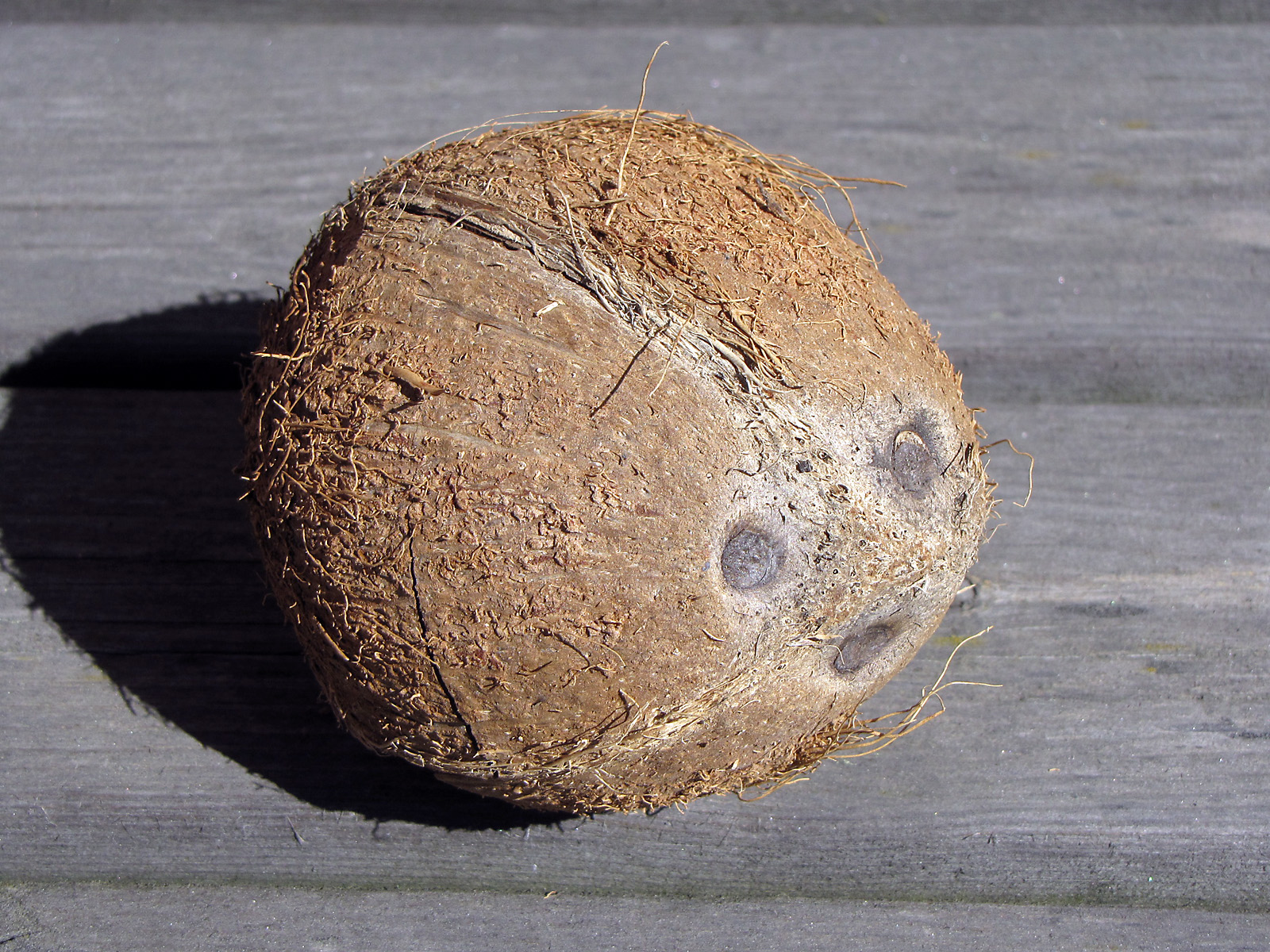
Quả dừa đã tách vỏ xơ có ba lỗ rỗng đặc trưng giống như một khuôn mặt

### Cây

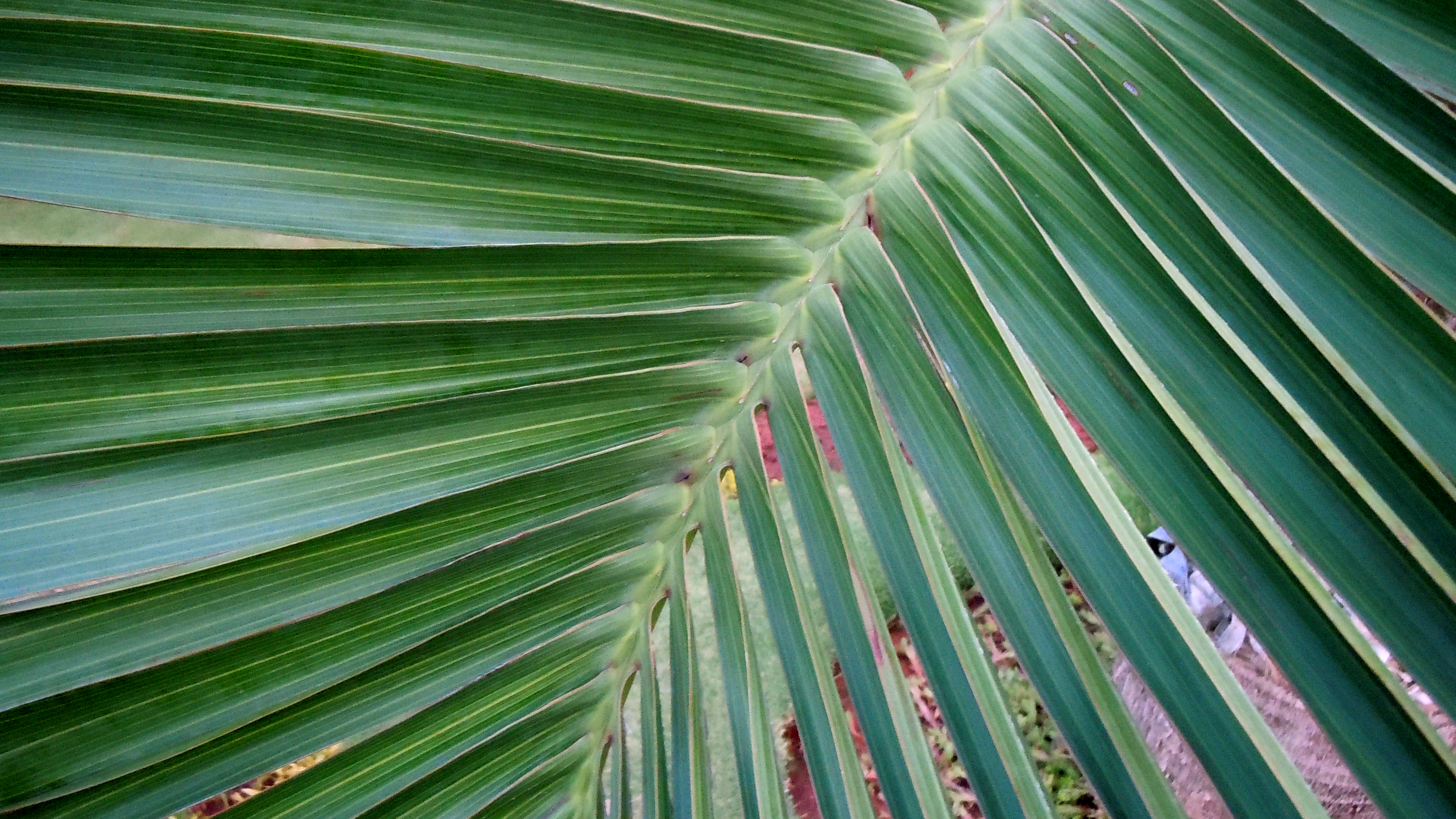
Lá dừa

### Quả

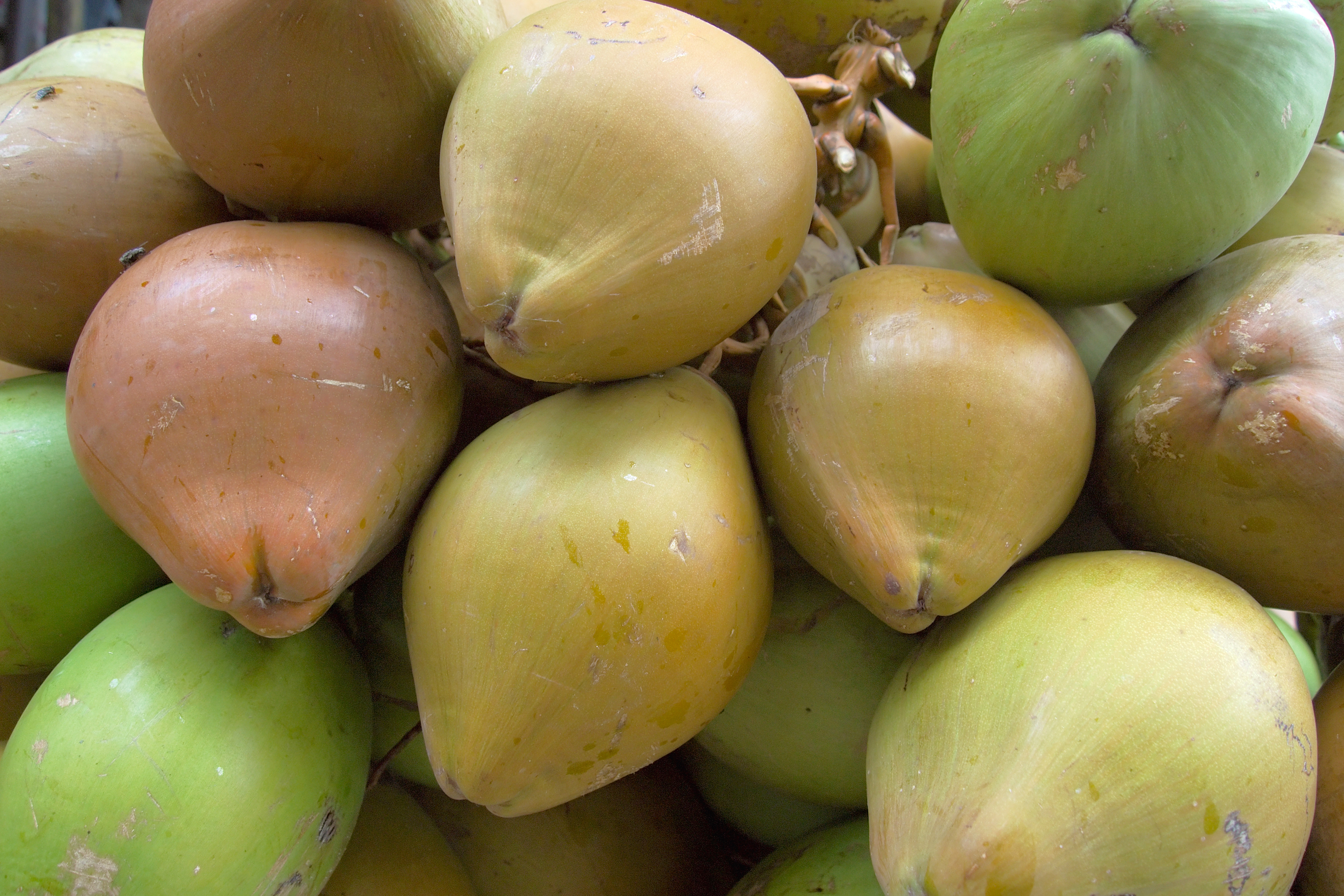
Quả dừa khi chưa lột vỏ

### Cụm hoa

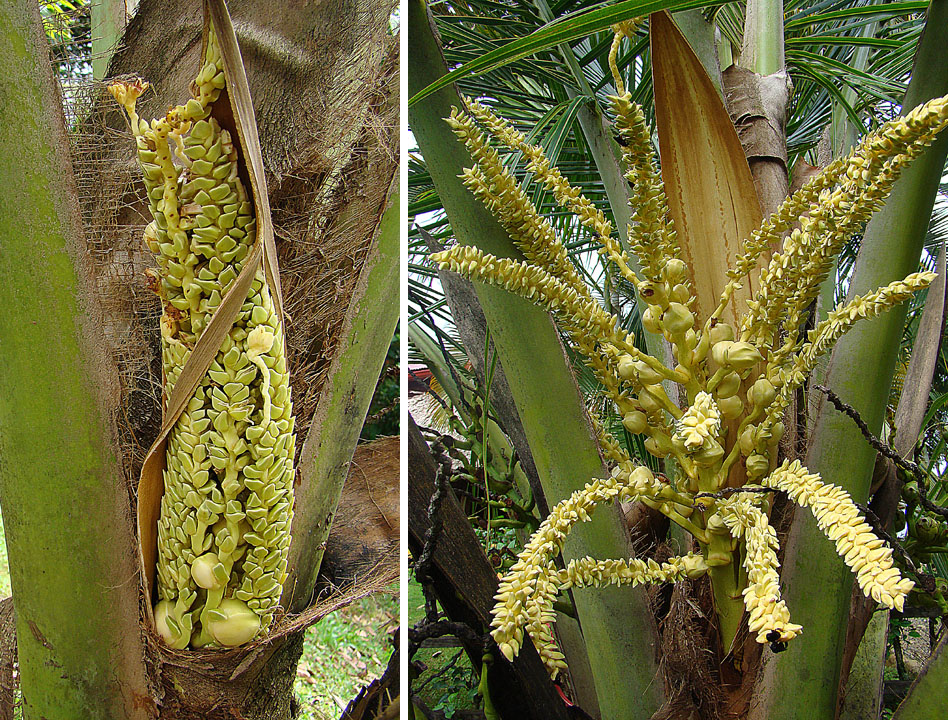
Cụm hoa dừa nở ra

### Thuần hóa

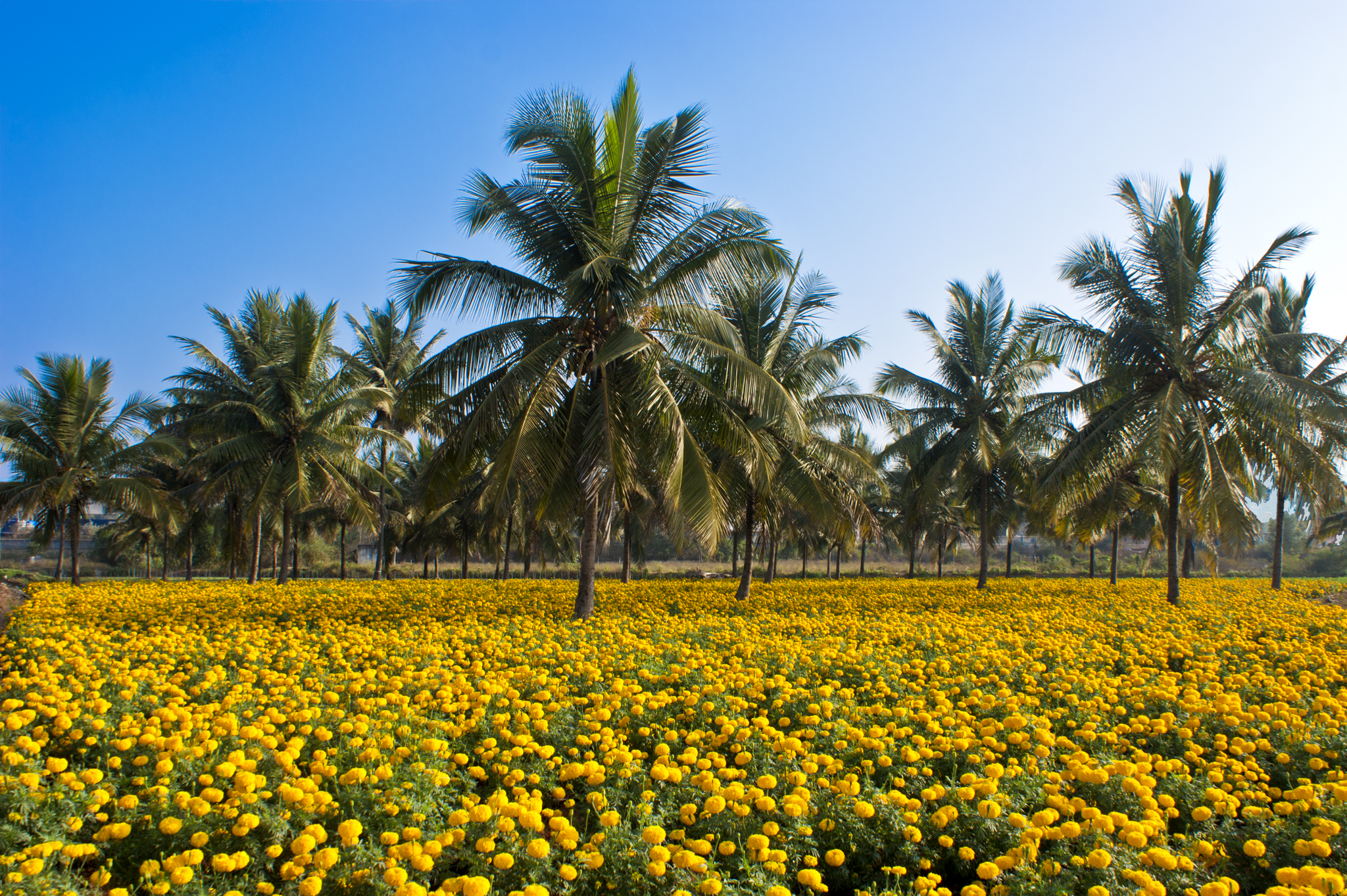
Trồng xen dừa và hoa vạn thọ ở Kerala, Ấn Độ

### Phát tán

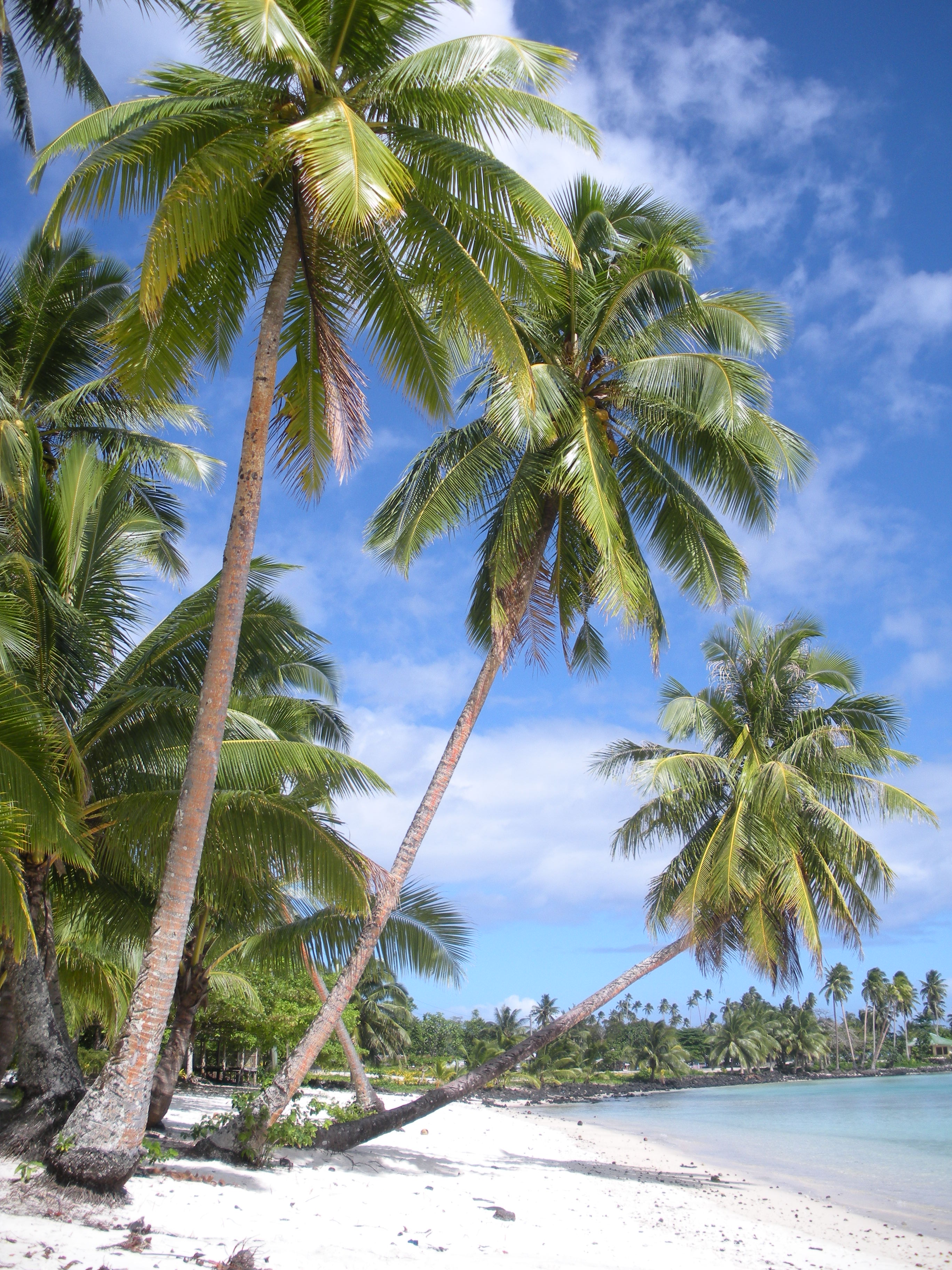
Hàng cây dừa trên bãi biển ở Upolu, Samoa

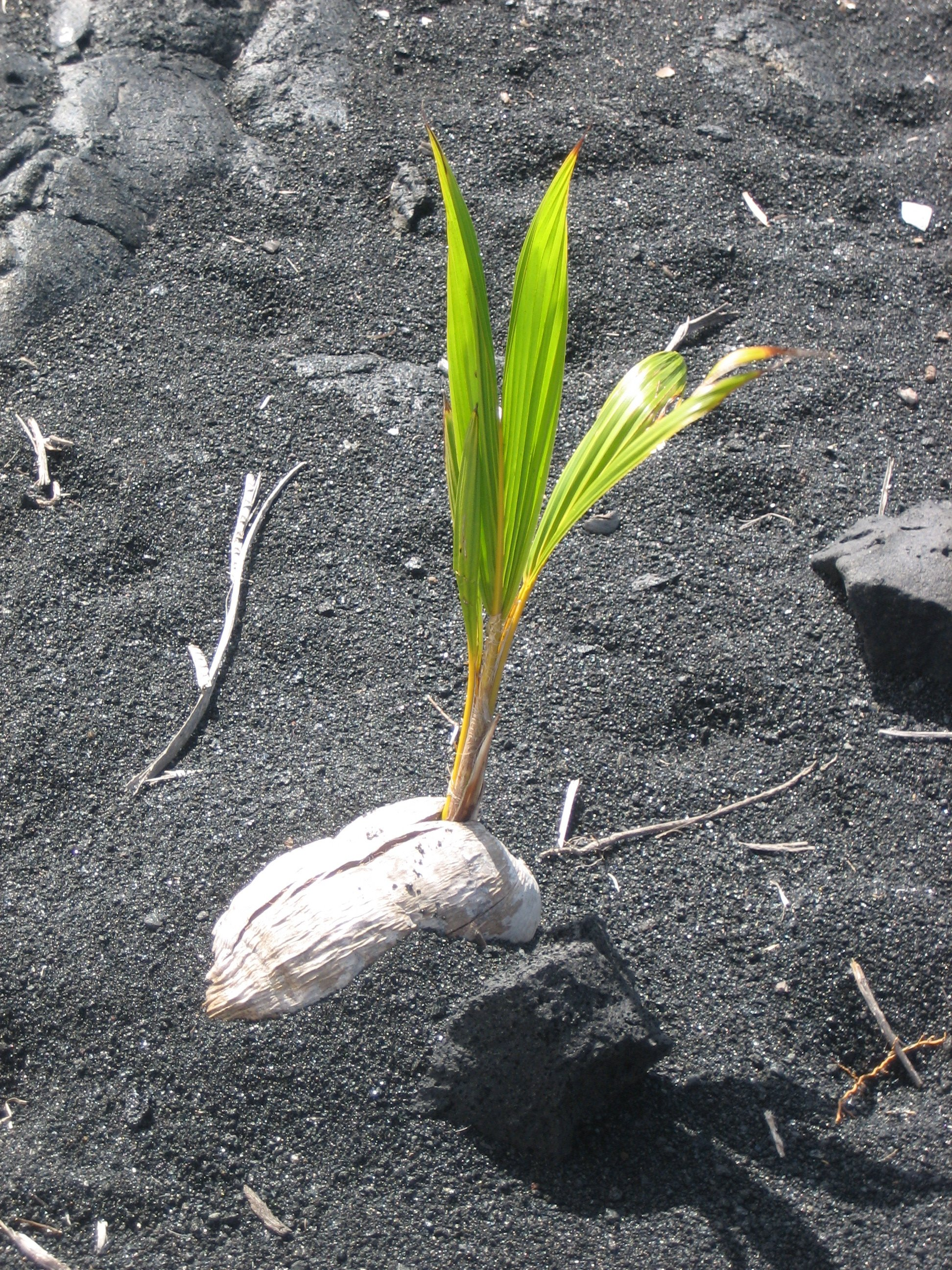
Dừa nảy mầm trên Bãi biển Punaluʻu trên đảo Hawaiʻi

## Lịch sử